# Talp daurat groc
El talp daurat groc (Calcochloris obtusirostris) és una espècie de talp daurat originària de Moçambic, Sud-àfrica i Zimbàbue. Els seus hàbitats naturals són els boscos secs tropicals o subtropicals, els boscos humits de terres baixes tropicals o subtropicals, les sabanes seques, sabanes humides, terres arables, pastures, plantacions i jardins rurals.